# Hàm số học
Trong lý thuyết số, hàm số học, hoặc hàm số lý thuyết số  đối với hầu hết các tác giả  nói đến bất kỳ hàm f (n) nào có miền là số nguyên dương và phạm vi của nó là một tập hợp con của tập số phức. Hardy & Wright bao gồm trong định nghĩa yêu cầu rằng một hàm số học cần "biểu thị một số tính chất số học".
Một ví dụ về hàm số học là hàm số ước có giá trị tại một số nguyên dương n bằng số ước số của n.
Có một lớp lớn hơn của các hàm lý thuyết số không phù hợp với định nghĩa trên, ví dụ các hàm đếm số nguyên tố. Bài viết này cung cấp các liên kết đến hàm của cả hai lớp này.
Nhiều hàm số được đề cập trong bài viết này có các mở rộng là chuỗi liên quan đến các tổng này; xem bài viết Tổng Ramanujan để biết ví dụ.

## Hàm có tính chất nhân và cộng
Hàm số học a là
- cộng hoàn toàn nếu a (mn) = a (m) + a (n) cho tất cả các số tự nhiên m và n;
- nhân hoàn toàn nếu a (mn) = a (m)a (n) cho tất cả các số tự nhiên m và n;

Hai số nguyên m và n được gọi là số nguyên tố cùng nhau nếu ước số chung lớn nhất của chúng là 1; tức là, nếu không có số nguyên tố nào là ước số chung của cả hai.
Khi đó hàm số học a là có tính chất
- cộng nếu a (mn) = a (m) + a (n) cho tất cả các số tự nhiên nguyên tố cùng nhau m và n;
- nhân nếu a (mn) = a (m)a(n) cho tất cả các số tự nhiên nguyên tố cùng nhau m và n.

## Ký hiệu
{\displaystyle \sum _{p}f(p)}  và  {\displaystyle \prod _{p}f(p)}  có nghĩa là tổng hoặc tích của tất cả các giá trị hàm trên các số nguyên tố:
{\displaystyle \sum _{p}f(p)=f(2)+f(3)+f(5)+\cdots }
{\displaystyle \prod _{p}f(p)=f(2)f(3)f(5)\cdots .}
Tương tự  {\displaystyle \sum _{p^{k}}f(p^{k})}  và  {\displaystyle \prod _{p^{k}}f(p^{k})}  có nghĩa là tổng hoặc tích trên tất cả các lũy thừa của các số nguyên tố với số mũ dương (do vậy không bao gồm 1):
{\displaystyle \sum _{p^{k}}f(p^{k})=\sum _{p}\sum _{k>0}f(p^{k})=f(2)+f(3)+f(4)+f(5)+f(7)+f(8)+f(9)+\cdots }
{\displaystyle \sum _{d\mid n}f(d)}  và  {\displaystyle \prod _{d\mid n}f(d)}  có nghĩa là tổng hoặc tích trên tất cả các ước số dương của n, bao gồm 1 và n. Ví dụ: nếu n = 12,
{\displaystyle \prod _{d\mid 12}f(d)=f(1)f(2)f(3)f(4)f(6)f(12).\ }
Các ký hiệu này có thể được kết hợp:  {\displaystyle \sum _{p\mid n}f(p)}  và  {\displaystyle \prod _{p\mid n}f(p)}  có nghĩa là tổng hoặc tích trên tất cả các ước nguyên tố của n. Ví dụ: nếu n = 18,
{\displaystyle \sum _{p\mid 18}f(p)=f(2)+f(3),\ }
và tương tự  {\displaystyle \sum _{p^{k}\mid n}f(p^{k})}  và  {\displaystyle \prod _{p^{k}\mid n}f(p^{k})}  có nghĩa là tổng hoặc tích trên tất cả các lũy thừa của số nguyên tố mà là ước số của n. Ví dụ: nếu n = 24,
{\displaystyle \prod _{p^{k}\mid 24}f(p^{k})=f(2)f(3)f(4)f(8).\ }

## Sách tham khảo
- Tom M. Apostol (1976), Introduction to Analytic Number Theory, Springer Undergraduate Texts in Mathematics, ISBN 0-387-90163-9
- Apostol, Tom M. (1989), Modular Functions and Dirichlet Series in Number Theory (2nd Edition), New York: Springer, ISBN 0-387-97127-0
- Bateman, Paul T.; Diamond, Harold G. (2004), Analytic number theory, an introduction, World Scientific, ISBN 978-981-238-938-1
- Cohen, Henri (1993), A Course in Computational Algebraic Number Theory, Berlin: Springer, ISBN 3-540-55640-0
- Edwards, Harold (1977). Fermat's Last Theorem. New York: Springer. ISBN 0-387-90230-9.
- Hardy, G. H. (1999), Ramanujan: Twelve Lectures on Subjects Suggested by his Life and work, Providence RI: AMS / Chelsea, hdl:10115/1436, ISBN 978-0-8218-2023-0
- Bản mẫu:Hardy and Wright
- Jameson, G. J. O. (2003), The Prime Number Theorem, Cambridge University Press, ISBN 0-521-89110-8
- Koblitz, Neal (1984), Introduction to Elliptic Curves and Modular Forms, New York: Springer, ISBN 0-387-97966-2
- Landau, Edmund (1966), Elementary Number Theory, New York: Chelsea
- William J. LeVeque (1996), Fundamentals of Number Theory, Courier Dover Publications, ISBN 0-486-68906-9
- Long, Calvin T. (1972), Elementary Introduction to Number Theory (ấn bản thứ 2), Lexington: D. C. Heath and Company, LCCN 77-171950
- Elliott Mendelson (1987), Introduction to Mathematical Logic, CRC Press, ISBN 0-412-80830-7
- Nagell, Trygve (1964), Introduction to number theory (2nd Edition), Chelsea, ISBN 978-0-8218-2833-5
- Niven, Ivan M.; Zuckerman, Herbert S. (1972), An introduction to the theory of numbers (3rd Edition), John Wiley & Sons, ISBN 0-471-64154-5
- Pettofrezzo, Anthony J.; Byrkit, Donald R. (1970), Elements of Number Theory, Englewood Cliffs: Prentice Hall, LCCN 77-81766
- Ramanujan, Srinivasa (2000), Collected Papers, Providence RI: AMS / Chelsea, ISBN 978-0-8218-2076-6